# Toreuma dieuphila
Toreuma dieuphila är en manetart som först beskrevs av Péron och Charles Alexandre Lesueur 1810.  Toreuma dieuphila ingår i släktet Toreuma och familjen Cassiopeidae. Inga underarter finns listade i Catalogue of Life.